# Eburodacrys gigas
Eburodacrys gigas là một loài bọ cánh cứng trong họ Cerambycidae.